# Ctenocalus schizoaspis
Ctenocalus schizoaspis är en stekelart som beskrevs av Heinrich 1967. Ctenocalus schizoaspis ingår i släktet Ctenocalus och familjen brokparasitsteklar. Inga underarter finns listade i Catalogue of Life.